# 海普克河

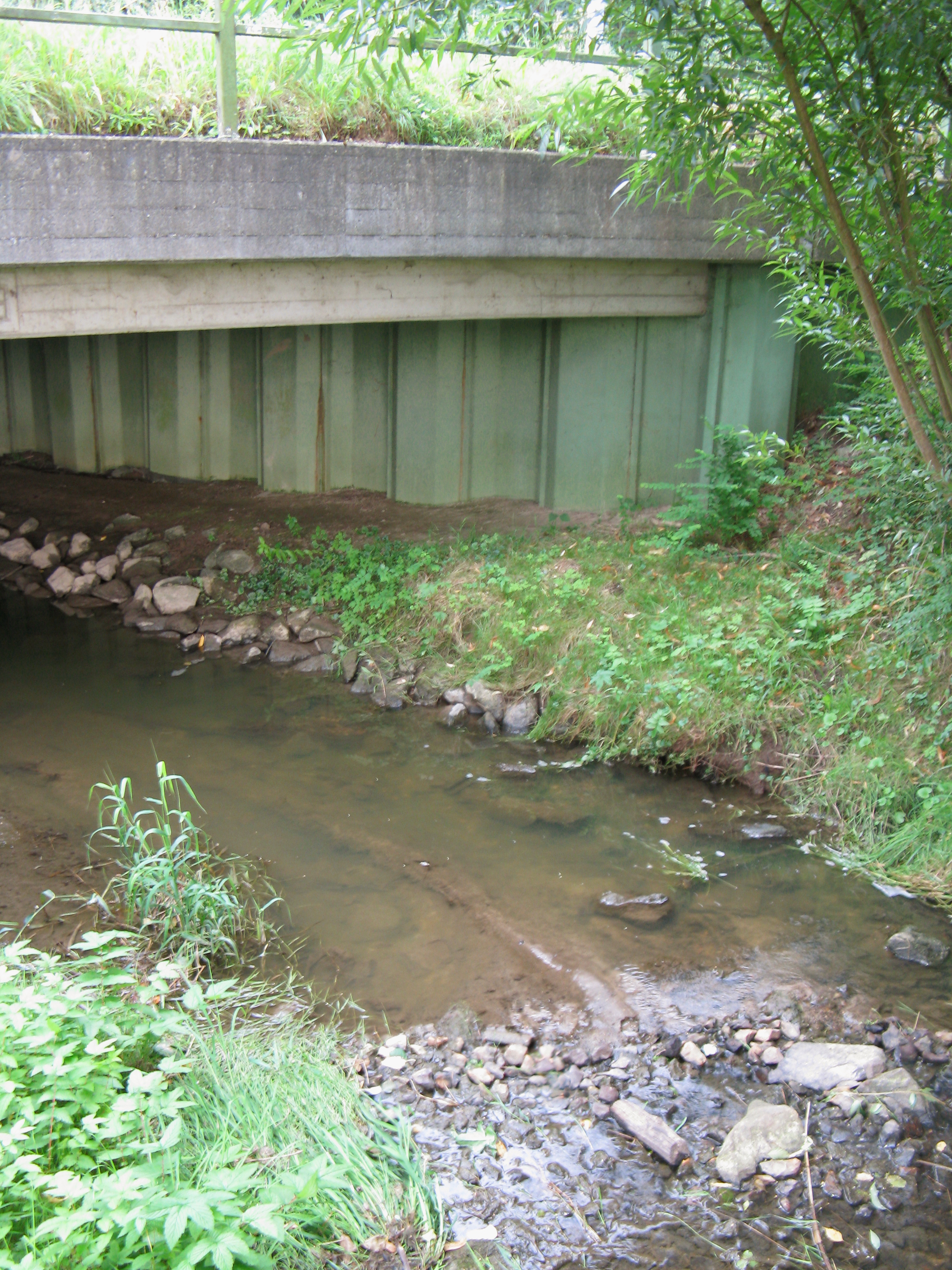
海普克河

52°2′1″N 8°43′54.3″E / 52.03361°N 8.731750°E
海普克河（德語：Heipker Bach），是德國的河流，位於該國西部，處於北萊茵-威斯特法倫州，屬於韋勒河的左支流，河道全長4.6公里，流域面積9.2平方公里。